# Font de la Canya
El jaciment ibèric de la Font de la Canya i o Turó de la Font de la Canya està situat en el municipi d'Avinyonet del Penedès (Alt Penedès), declarat bé cultural d'interès local.
Es troba a un turó de 230 metres sobre el nivell del mar, flanquejat per dos torrents, prop dels nuclis d'Avinyó Nou, Sant Sebastià dels Gorgs i Clariana.
El jaciment va ser descobert casualment el 1997 per un veí, Xavier Esteve, arqueòleg professional, durant uns treballs d'esplanació agrícola realitzats a la zona. Els descobriments efectuats durant les excavacions arqueològiques demostren sense cap dubte que el cultiu de la vinya a Catalunya es va originar en les rodalies de l'assentament, a la zona que ara és el municipi d'Avinyonet del Penedès i la seva àrea d'influència. Les nombroses evidències de consum de vi i cultiu de vinya en totes les fases del jaciment el converteixen en un important focus de la introducció d'aquest cultiu a Catalunya.

## Context històric
Es tracta d'un establiment íber, pertanyent a la tribu dels cossetans, que el van ocupar entre els segles VII i III aC, essent abandonat poc després que arribessin els primers exèrcits romans durant la II Guerra Púnica.

### Fase preibèrica. Introducció de la vinya i el vi

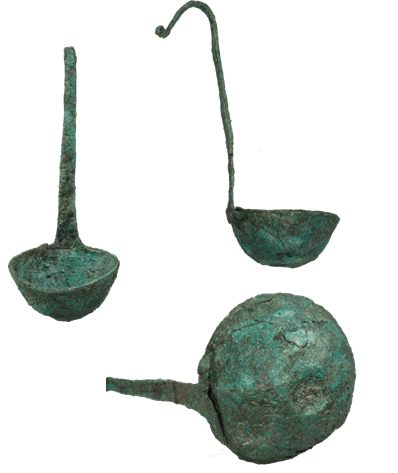
Simpulum de bronze de la primera Edat del Ferro.

En aquesta fase, denominada també com a primera Edat del Ferro (625-575 aC), apareixen en la Font de la Canya indicadors arqueològics que informen sobre el consum de vi forà. Es troben recipients amfòrics d'origen fenici, concretament de la zona de l'estret de Gibraltar, i, en menor mesura cartaginès, que són testimoniatge d'intercanvis comercials amb els fenicis que haurien de buscar, posteriorment, la complicitat dels indígenes per buscar els llocs idonis per a la plantació de vinya i així transmetre el complex sistema d'elaboració d'aquesta. Sembla lògic pensar que primer es va introduir el consum del vi en l'actual Penedès per a després, gradualment, adoptar el cultiu de la vinya.
El vi es converteix en part important de les celebracions, atorgant poder i alt nivell social. D'aquí el destacable volum de les importacions d'origen fenici documentades a Catalunya i València al segle vii aC.
La presència en el jaciment de trípodes-morters fenicis ens informen sobre la preparació del vi per al seu consum, afegint-li espècies i aromatitzants per potenciar el seu sabor o també per dissimular la seva deterioració en transportar-se a llargues distàncies. Així mateix es troba un simpulum o cullerot de bronze utilitzat per servir el vi. Però el que ens fa coneixedors que ja en època preibérica es produïa vi en la Font de la Canya, com posteriorment s'ampliarà, és la troballa de grans quantitats de llavors de vinya conreada vitis vinifera.

### Fase ibèrica. Consolidació del cultiu de la vinya

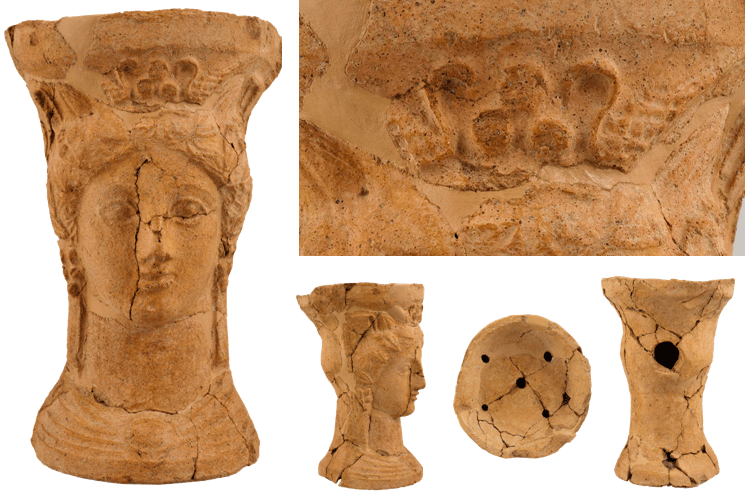
Deessa Demeter. Got votiu Segle III aC

Durant la segona Edat del Ferro (550-150 aC) té lloc l'auge del nou cultiu introduït, desbancant al cultiu de leguminosas i, en determinades zones, als cereals. Així, en la costa central i en el Penedès la vinya apareix ja en tots els jaciments estudiats, documentant-se subproductes procedents del seu premsatge. En la Font de la Canya es documenten en aquest període, a més dels propis d'una agricultura cerealista, utensilis específics per al cultiu i producció del vi, com un podall de ferro amb mànec d'os (Segle IV aC) i una base de premsa de pedra (Segle III aC). També, a diferència d'en la primera Edat del ferro, apareixen en el jaciment peces de vaixella relacionada amb la preparació, servei i consum del vi. A més és important la faceta religiosa en la qual el vi passa a ser motiu cerimonial, com ens indica el descobriment de les restes d'un important banquet cerimonial en honor de la deessa grega Demèter (Tanit per als cartaginesos), entre les quals es va trobar un vas en forma de bust d'aquesta deïtat, amb una inscripció sobre el cap que diu "kalathos" (benvinguts en grec) i amb el front adornat amb cereals i raïms, tot això datat al segle iii aC.

## Prospeccions i excavacions arqueològiques

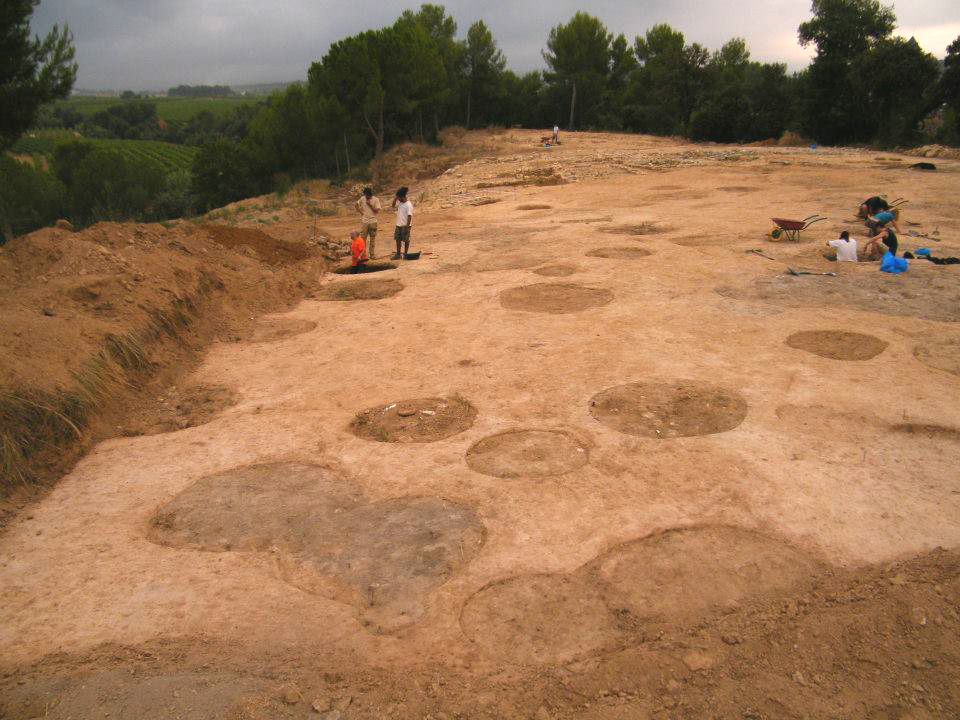
Sitges localitzades i pendents d'excavar (any 2011)

Les primeres excavacions van tenir lloc l'any 1998 i van permetre situar un bon nombre de sitges que no van poder excavar-se fins a l'any següent. A partir de l'any 2000 les excavacions passen a dependre del Departament d'Arqueologia de la Generalitat de Catalunya, sota la direcció d'un equip de recerca de la Universitat de Barcelona format per David Asensio, Jordi Morer i Xavier Cela, incorporant-se posteriorment Dani López Reyes i Rafel Jornet. En els anys següents es realitzen importants descobriments i, malgrat el seu potencial, els treballs no avancen prou per causa dels pocs recursos disponibles. No obstant això, amb molt d'esforç dels voluntaris, es descobreix la concentració de llavors de vitis vinifera carbonitzades més antigues de Catalunya, datades al segle vii aC i més tard, en el 2004, els indicis del que resultaria ser una zona d'hàbitat.

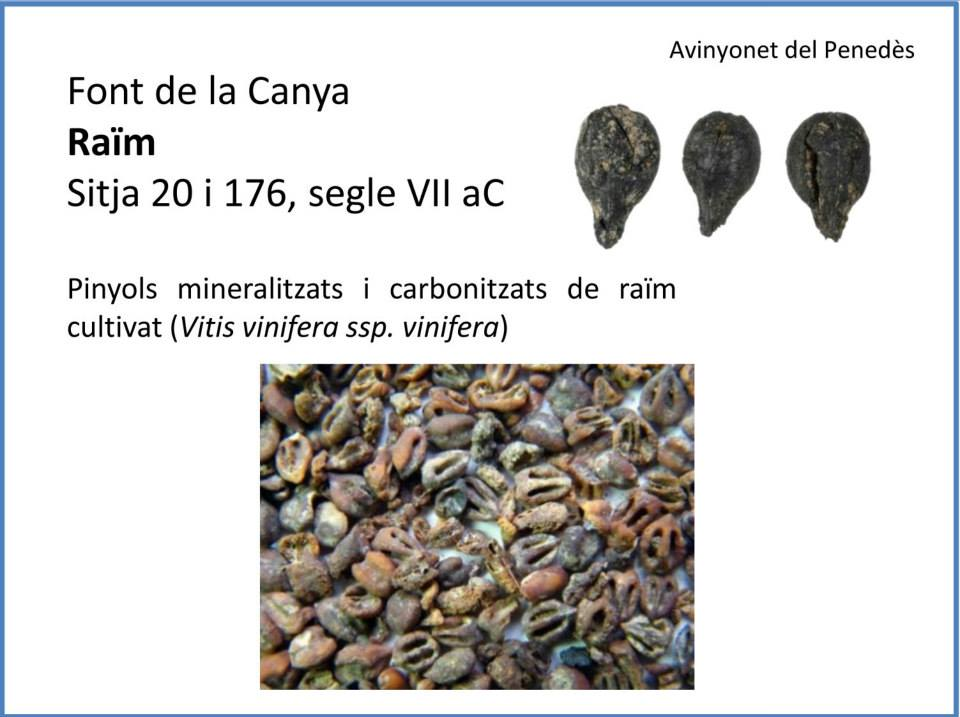
Llavors de vitis vinifera carbonitzades i mineralitzades (Segle VII aC) segons fitxa arqueològica

L'any 2007 té lloc un canvi d'equip a l'ajuntament i les noves incorporacions promouen una major implicació per part del consistori, aportant uns recursos que permeten un avanç equivalent a diverses temporades d'excavació manual. Així s'aconsegueix descobrir centenars de noves sitges, delimitar el perímetre original de l'assentament, excavar la zona de l'hàbitat i fins i tot trobar restes humanes inhumades dins d'un de les sitges reaprofitades. És important fer esment que ja l'any 1998 va ser trobada
(en aquest cas per un particular) una base de premsa de vi que estaria datada al segle iii aC. Això, unit a la multitud d'àmfores fenícies, etrusques, gregues, cartagineses i romanes trobades, a diferents utensilis per al tractament del vi i a llavors carbonitzades de totes les èpoques ibèriques, demostra que l'assentament era un importantíssim centre productor i distribuïdor de vi implementat en un centre de mercaderies integral, especialment de cereals, com demostren els centenars de sitges documentades.
L'any 2009 té lloc un dels més importants i estranys descobriments, ja que, en una sitja que va ser reutilitzat com a fossa sèptica al segle vii aC es van trobar en gran nombre llavors de vitis vinifera mineralizadas (no carbonizadas) que van conservar exactament el seu aspecte original.
En les actuacions de l'any 2013 va ser descobert un segon hàbitat, més antic que el primer, pertanyent al segle vii aC a Segle V aC així com la localització de noves sitges cal destacar que fins avui s'han excavat uns 400 però s'estima li quantitat total del jaciment pot oscil·lar entre 800 i 1000.